# Koszatniczka leśna
Koszatniczka leśna (Octodon bridgesi) – gatunek gryzonia z rodziny koszatniczkowatych (Octodontidae), zamieszkujący tereny u podnóża zachodnich stoków Andów w Chile.
Jej terytorium rozciąga się od prowincji Cachapoal od około 34° do prowincji Malleco, 38° S, w zachodniej części Andów. Jest więc gatunkiem koszatniczek, który zajmuje tereny najbardziej wysunięte na południe.
W literaturze można znaleźć informacje o koloniach odnajdywanych po drugiej stronie Andów, czyli na terytorium Argentyny.
Octodon bridgesi prowadzi nocny tryb życia. Ma futro bardziej miękkie niż najliczniejszy jego krewniak koszatniczka pospolita (O.degus). W przeciwieństwie do niej nie ma jasnych obwódek wokół oczu i uszu. Uszy ma krótsze, tułów krótszy od koszatniczki pospolitej a ogon mniej owłosiony.
Całkowita długość250–370 mm
Długość ogona102–167 mm
Masa ciała176 g (Bozinovic 1992, Hutterer 1994).